# Fred Waite (homme politique)
Pour les articles homonymes, voir Fred Waite et Waite.
Fred Waite, né le 21 août 1885 à Dunedin et mort le 29 août 1952 à Balclutha, est un homme politique néo-zélandais.

## Biographie
Fils d'un commerçant, il est issu d'une famille de huit enfants. Il travaille un temps comme ouvrier compositeur au journal Otago Daily Times, se marie en 1912 et s'établit en 1913 avec son épouse comme agriculteur à Waiwera South (en), près de Balclutha.
En 1914, à l'entame de la Première Guerre mondiale, il est engagé volontaire dans la Force expéditionnaire de Nouvelle-Zélande (NZEF). Membre du corps des ingénieurs, il est blessé à la bataille des Dardanelles et décoré de l'ordre du Service distingué pour bravoure. Grièvement atteint de dysenterie, il est évacué en Angleterre, puis rapatrié en Nouvelle-Zélande où il est nommé formateur-en-chef en ingénierie pour la NZEF. À la fin de la guerre, il rédige The New Zealanders at Gallipoli, ouvrage de plus de 300 pages publié en 1919 comme histoire officielle de la participation néo-zélandaise à la bataille des Dardanelles.
Candidat pour le Parti pour la réforme (en) (conservateur), il ravit la circonscription de Clutha au député libéral sortant aux élections législatives de 1925, et entre à la Chambre des représentants de Nouvelle-Zélande comme simple député de la majorité parlementaire du gouvernement de Gordon Coates. Réélu en 1928, il est battu en 1931, et est fait membre du Conseil législatif, la chambre haute du Parlement de Nouvelle-Zélande, en 1934. Il joue un rôle moteur dans la création du Parti national de Nouvelle-Zélande comme union des mouvements de droite en 1936, et en 1937 il devient le premier rédacteur du journal du parti, National News. Président de la branche locale de Balclutha de l'Association des Ancients Combattants de Nouvelle-Zélande (New Zealand Returned Soldiers' Association) de 1935 à 1942, il devient également le vice-président national du Syndicat des Fermiers de Nouvelle-Zélande (New Zealand Farmers' Union).
S'intéressant aux débuts de l'histoire coloniale du pays, ainsi qu'aux débuts de la présence maorie en Nouvelle-Zélande quelques siècles avant la colonisation britannique, il publie des articles à ces sujets dans le Otago Daily Times, ainsi qu'un ouvrage en 1948, Pioneering in South Otago, sur les premiers colons de l'Otago.
Promu lieutenant-colonel au début de la Seconde Guerre mondiale, il travaille au Comité du Fonds national patriotique (National Patriotic Fund Board), et est établi au Caire de 1941 à 1944 pour aider à organiser l'apport de conforts matériels et de divertissements aux soldats néo-zélandais au Proche-Orient. Dans le même temps, il obtient « un millier d'artefacts » égyptiens pour le bénéfice du Musée de l'Otago (en). Fait officier de l'ordre de l'Empire britannique et promu colonel en 1944, il est envoyé en Europe à la fin de la guerre avec pour tâche d'organiser l'hébergement provisoire de prisonniers de guerre libérés. En 1946 il est fait compagnon de l'ordre de Saint-Michel et Saint-Georges. En 1950, le Musée de l'Otago publie son étude de la poterie de l'Égypte prédynastique. Malade durant les dernières années de sa vie, il meurt à l'hôpital de Balclutha à l'âge de 67 ans.